# Busan Ipark
Busan Ipark (hangul: 부산 아이파크; stiliserat Busan IPark) är en fotbollsklubb i Busan, Sydkorea. Laget spelar för första gången någonsin i den sydkoreanska andradivisionen K League Challenge efter nedflyttning 2015 och spelar sina hemmamatcher på Busan Gudeok Stadium.

## Historia
Klubben grundades 1979 under namnet Sahan Car och deltog i 1983 års säsong som en originalmedlem i K-League och blev tvåa. Den omvandlades också till en professionell klubb den 3 december 1983, efter säsongens slut. Året därpå blev Daewoo koreanska ligamästare. Klubben hade stora framgångar på 80- och 90-talet. 1986 blev de första koreanska klubb att vinna AFC Champions League och de vann ytterligare tre ligatitlar åren 1987, 1991 och 1997. Klubben var också först med att nå två, tre och fyra ligatitlar totalt. De vann även tre ligacuptitlar på bara två år mellan 1997 och 1998. Klubben bytte namn till Pusan Daewoo Royals år 1995.
Dåvarande ägaren Daewoo corporation genomgick finansiella svårigheter mot slutet av 90-talet och klubben togs helt över av IPark Construction (Hyundai) inför säsongen 2000. Detta innebar namnbyte till Busan I'Cons. År 2003 flyttade klubben från Gudeok Stadium som varit hemmaarena i femton år till nyligen byggda Asiad Stadium som använts till både Asiatiska spelen och Fotbolls-VM året innan.
År 2004 vann Busan den koreanska FA-cuptiteln för första gången. Inför säsongen 2005 bytte klubben namn till Busan I'Park. De nådde semifinal i AFC Champions League 2005 men blev utslagna med hela 7–0 över två matcher mot slutliga vinnaren Al-Ittihad. Under nya ägaren på 2000-talet har Busan fallit ner till ett mittenlag. Klubbens bästa ligaplaceringar var två fjärdeplatser 2001 och 2005. De senaste tio åren har bästa placeringar varit två sjätteplatser 2011 och 2013. Klubben förlorade dessutom två ligacupfinaler och en FA-cupfinal på bara tre år mellan 2009 och 2011. Klubbnamnet justerades år 2012 till Busan Ipark, utan apostrof. 
År 2015 slutade Busan på näst sista plats i ligan och spelade därmed två matchers avgörande playoff mot Suwon FC med risken att för första gången någonsin tvingas spela andradivisionsfotboll i K League Challenge. Busan förlorade bortamatchen den 2 december med 1–0. De förlorade även hemmamatchen den 5 december med 0–2 och blev därmed nedflyttade.

## Klubbrekord

### Säsonger
| Säsong | Division | Placering | Säsong | Division | Placering | Säsong | Division | Placering |
| ------ | -------- | --------- | ------ | -------- | --------- | ------ | -------- | --------- |
| 1983   | 1        | 2         | 1995   | 1        | 5         | 2007   | 1        | 13        |
| 1984   | 1        | 1         | 1996   | 1        | 6         | 2008   | 1        | 12        |
| 1985   | 1        | 3         | 1997   | 1        | 1         | 2009   | 1        | 12        |
| 1986   | 1        | 3         | 1998   | 1        | 5         | 2010   | 1        | 8         |
| 1987   | 1        | 1         | 1999   | 1        | 2         | 2011   | 1        | 6         |
| 1988   | 1        | 5         | 2000   | 1        | 6         | 2012   | 1        | 7         |
| 1989   | 1        | 3         | 2001   | 1        | 4         | 2013   | 1        | 6         |
| 1990   | 1        | 2         | 2002   | 1        | 9         | 2014   | 1        | 8         |
| 1991   | 1        | 1         | 2003   | 1        | 9         | 2015   | 1        | 11        |
| 1992   | 1        | 5         | 2004   | 1        | 7         | 2016   | 2        |           |
| 1993   | 1        | 6         | 2005   | 1        | 4         |        |          |           |
| 1994   | 1        | 6         | 2006   | 1        | 8         |        |          |           |

### Meriter
- K League Classic
  - Mästare (4): 1984, 1987, 1991, 1997
  - Tvåa (3): 1983, 1990, 1999

- Korean FA Cup
  - Mästare (1): 2004
  - Tvåa (2): 2010, 2017

- Korean League Cup
  - Mästare (3): 1997 Adidas Cup, 1997 PRO-SPECS Cup, 1998
  - Tvåa (5): 1986, 1999, 2001, 2009, 2011

- AFC Champions League
  - Mästare (1): 1986
- Afro-Asian Club Championship

Mästare (1): 1986

## Tränare
| Säsong(er) | Namn             | Säsong(er) | Namn                | Säsong(er) | Namn           |
| ---------- | ---------------- | ---------- | ------------------- | ---------- | -------------- |
| 1979–80    | Lee Jong-hwan*   | 1995       | Shin Woo-sung       | 2007       | Park Sung-hwa  |
| 1981–83    | Chang Woon-soo   | 1996       | Dragoslav Šekularac | 2007       | Kim Pan-gon    |
| 1984       | Cho Yoon-ok      | 1996       | Kim Tae-soo         | 2008–10    | Hwang Sun-hong |
| 1984–86    | Chang Woon-soo   | 1997–99    | Lee Cha-man         | 2011–12    | An Ik-soo      |
| 1987–89    | Lee Cha-man      | 1999       | Shin Yoon-ki        | 2013–15    | Yoon Sung-hyo  |
| 1989       | Kim Hee-tae      | 1999       | Chang Woe-ryong     | 2015       | Denis Iwamura  |
| 1990       | Frank Engel      | 2000–02    | Kim Ho-gon          | 2015–      | Choi Young-jun |
| 1991       | Bertalan Bicskei | 2002       | Park Kyung-hoon     |            |                |
| 1992       | Lee Cha-man      | 2003–06    | Ian Porterfield     |            |                |
| 1992–94    | Cho Kwang-rae    | 2006       | Kim Pan-gon         |            |                |
| 1994       | Chung Hae-won    | 2006–07    | Andy Egli           |            |                |
| 1994–95    | Kim Hee-tae      | 2007       | Kim Pan-gon         |            |                |